# Hofgarten (München)

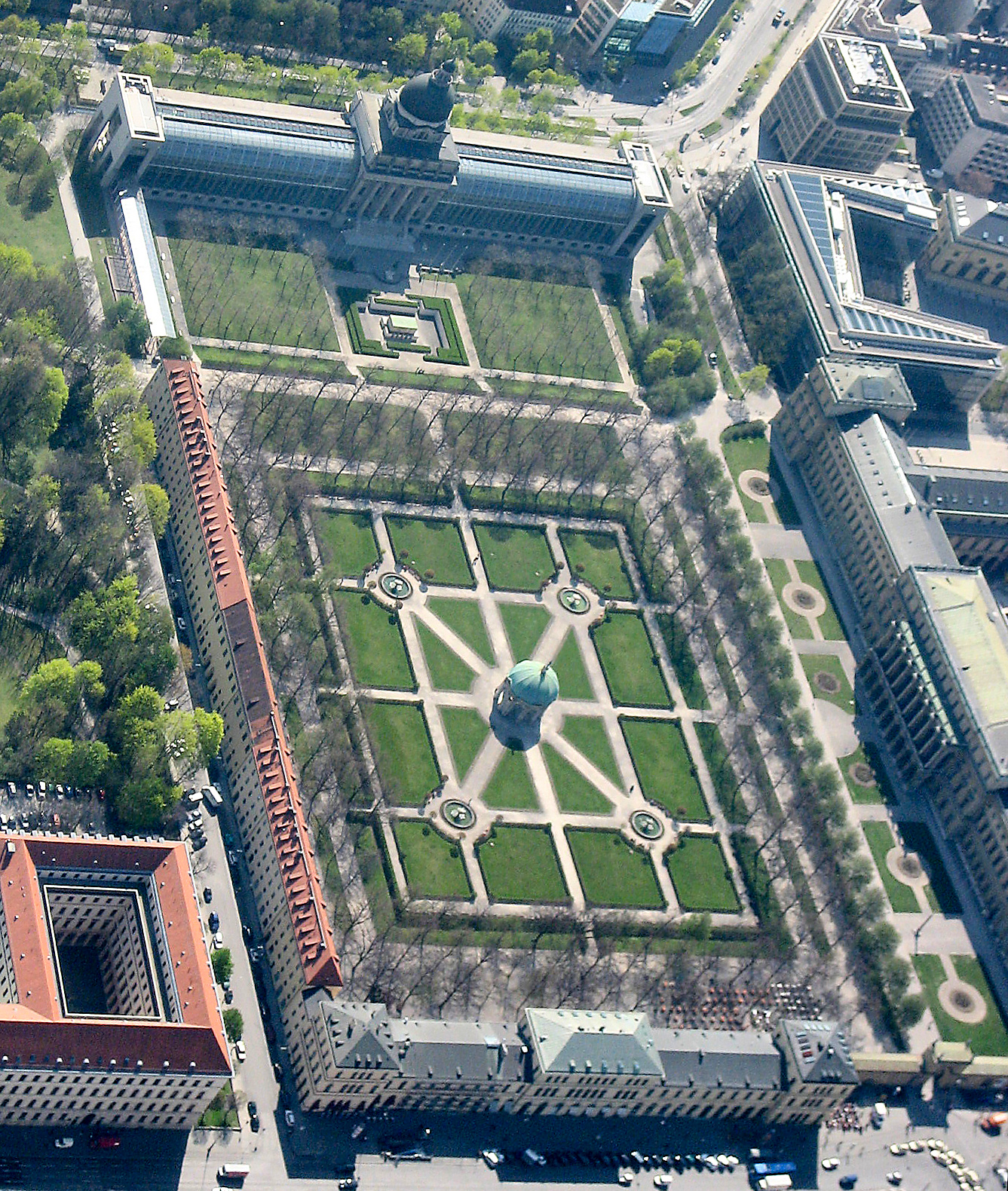
Légifotó a parkról

A Hofgarten egy barokk stílusú park München belvárosában.